# Uruguay en los Juegos Suramericanos
Uruguay ha sido una de las naciones que ha participado en los Juegos Suramericanos de manera ininterrumpida desde la primera edición que se realizó en Bolivia en 1978. Uruguay, a pesar del tamaño de sus delegaciones, siempre se ha ubicado en una sección media del medallero.
El país está representado ante los Juegos Suramericanos por el Comité Olímpico Uruguayo y para la fecha nunca ha sido sede de los Juegos.

## Delegación
Para los IX Juegos Suramericanos Medellín 2010, Uruguay contó con una delegación de un total de 155 deportistas acreditados.

## Medallero histórico
Fuente: Organización Deportiva Suramericana
| Año   | País                 | Sede         | Posición | Oro | Plata | Bronce | Total |
| ----- | -------------------- | ------------ | -------- | --- | ----- | ------ | ----- |
| 1978  | Bandera de Bolivia   | La Paz       | 6/8      | 4   | 16    | 12     | 32    |
| 1982  | Bandera de Argentina | Rosario      | 5/10     | 13  | 17    | 21     | 51    |
| 1986  | Bandera de Chile     | Santiago     | 3/10     | 17  | 15    | 12     | 44    |
| 1990  | Bandera de Perú      | Lima         | 7/10     | 13  | 13    | 15     | 41    |
| 1994  |                      | Valencia     | 7/14     | 4   | 8     | 9      | 21    |
| 1998  | Bandera de Ecuador   | Cuenca       | 10/14    | 2   | 7     | 17     | 26    |
| 2002  | Bandera de Brasil    | Brasil       | 8/14     | 2   | 8     | 21     | 31    |
| 2006  | Bandera de Argentina | Buenos Aires | 8/15     | 4   | 9     | 13     | 26    |
| 2010  | Bandera de Colombia  | Medellín     | 9/15     | 1   | 8     | 4      | 13    |
| 2014  | Bandera de Chile     | Santiago     | 10/14    | 3   | 4     | 5      | 12    |
| 2018  | Bandera de Bolivia   | Cochabamba   | 9/14     | 5   | 10    | 17     | 32    |
| 2022  | Bandera de Paraguay  | Asunción     | 9/15     | 7   | 14    | 19     | 40    |
| Total | Total                |              | 8/16     | 75  | 129   | 165    | 369   |

## Desempeño
Uruguay ocupó su mejor posición en la tercera edición cuando obtuvo el tercer lugar. En los juegos de Rosario 1982, obtuvo el mayor número de medallas en la historia de los juegos con un total de 51 preseas. En cambio, en la edición siguiente de Santiago 1986, es cuando obtuvo el mayor número de medallas de oro ganadas en unos juegos con un total de 17 unidades doradas. 
Su peor desempeño fue en los juegos de Cuenca 1998 cuando quedó en décimo lugar y fue en los juegos de Medellín 2010 cuando obtuvo el menor número de medallas quedando con un total de 13 medallas de las cuales una fue de oro.

### IXJuegos Suramericanos de 2010
Los deportistas por país más destacados que conquistaron más de una medalla en las competiciones deportivas realizadas en Medellín, Colombia de la novena edición de los juegos fueron:
| Clasificación del País | Clasificación del Total | Deportista        | País    | Disciplina |   |   |   | Total |
| 1                      | 196                     | Rodolfo Collazo   | Uruguay | Remo       | 1 | 1 | 0 | 2     |
| 1                      | 196                     | Emiliano Dumestre | Uruguay | Remo       | 1 | 1 | 0 | 2     |
| 2                      | 307                     | Jhonatan Esquivel | Uruguay | Remo       | 0 | 3 | 0 | 3     |
| 3                      | 336                     | Santiago Menese   | Uruguay | Remo       | 0 | 2 | 0 | 2     |